# 斯韋特蘭娜·米羅諾娃

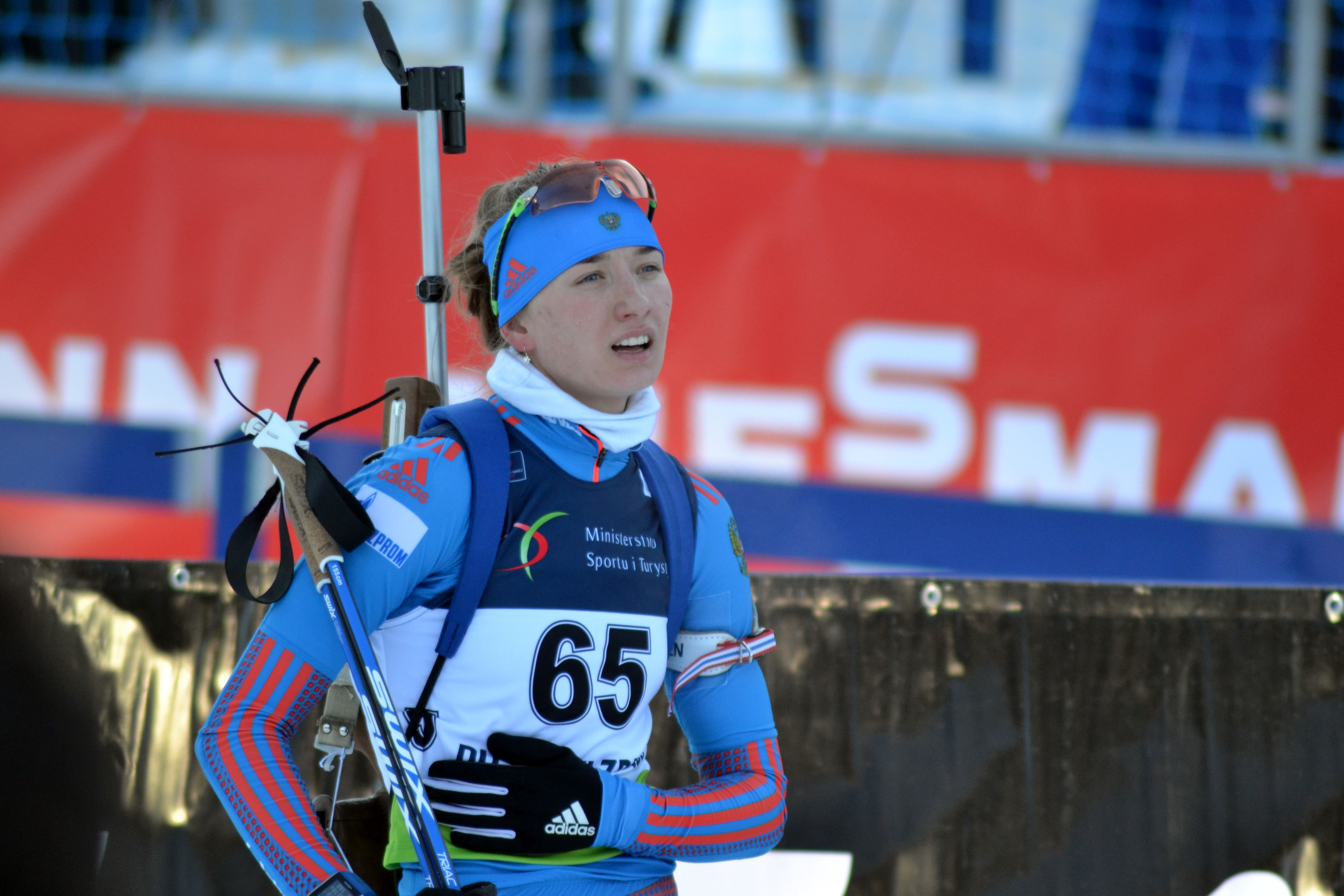
斯韦特兰娜·米罗诺娃，2017年

斯韋特蘭娜·伊戈列夫娜·米羅諾娃（俄语：Светлана Игоревна Миронова，1994年2月22日—），俄羅斯冬季兩項運動員，她代表俄羅斯奧林匹克委員會隊參加了中國舉行的2022年冬季奧林匹克運動會，並且在女子4×6公里接力比賽上獲得銀牌。